# Freddy Van Overloop
Freddy Van Overloop is een personage uit de televisiereeks F.C. De Kampioenen. Van Overloop wordt gespeeld door Luk D'Heu. Het is een vast gastpersonage tussen 2003 en 2011 en is ook te zien in de films F.C. De Kampioenen 2: Jubilee General, F.C. De Kampioenen 3: Forever, F.C. De Kampioenen 4: Viva Boma en de kerstspecial.

## Personage
Freddy Van Overloop is de burgemeester van het dorp waar de kampioenen wonen. Af en toe duikt hij op in het café, bijvoorbeeld omdat Balthazar Boma de titel van ereburger krijgt. Van Overloop is als burgemeester dus ook hoofd van het schepencollege.
Burgemeester Freddy is goed bevriend met Boma. Freddy ging ooit een weddenschap aan met Boma: Boma moest proberen om met Doortje naar bed te gaan.
Maurice de Praetere is al jarenlang gemeentearbeider bij hem. In reeks 19 werd ook Marc Vertongen bij de gemeente aangenomen.
Freddy Van Overloop houdt van ballonvaren en van vrouwen. Zijn secretaresse, Agnes (Maja Hendrickx), mag op zijn schoot zitten wanneer hij een brief dicteert. Agnes noemt de burgemeester soms "Walli Walli" omdat hij met zijn grote snor op een walrus lijkt.
Van Overloop is een graag geziene persoon in het dorp van de Kampioenen. Hij lacht graag (en luid). Hij spreekt namen vaak verkeerd uit.
Maurice riep de hulp van de burgemeester in om snel een home te vinden voor zijn moeder, wat door Boma mislukte.
Freddy werd de nieuwe kerstman van de middenstandsbond toen Jean-Luc Grootjans zijn been gebroken had.

## Gemeentebestuur en -personeel
- Burgemeester Freddy Van Overloop (Luk D'Heu)
- Schepen Liliane Verhoeven (Agnes De Nul): schepen van vermakelijkheden.
- Schepen Degraeve (Veerle Eyckermans): schepen van sport.
- Schepen Delaide (Hilde Breda)
- Eerste schepen Bernadette Vandaele (Ann Hendrickx)
- Gemeenteraadslid Greetje Devriendt (Greta Van Langendonck)
- Gemeenteraadslid Fons (Ben Hemerijckx)
- Andrea Uyttersprot (Annick Segal): middenstandsbondafgevaardigde
- Secretaresse Agnes (Maja Hendrickx)
- Secretaresse Nicole (Bianca Vanhaverbeke) (in de aflevering: Kere weer om)

Als burgemeester is Van Overloop ook hoofd van de politie. De agenten in het dorp worden gespeeld door Stef Van Litsenborgh, Peter Michel en Wouter Van Lierde.
Hij is ook hoofd van de brandweer. De leiding in de kazerne is in handen van kapitein Pieter De Leeuw (Ben Van Ostade).

## Afleveringen
- Reeks 13, Aflevering 11: "Hoogtevrees" (2003)
- Reeks 14, Aflevering 2: "Innige Deelneming" (2003)
- Reeks 14, Aflevering 6: "Met Twee Aan Zee" (2004)
- Reeks 14, Aflevering 7: "Kere Weer Om" (2004)
- Reeks 14, Aflevering 8: "O Solo Mio" (2004)
- Reeks 16, Aflevering 13: "Amen En Uit" (2006)
- Reeks 17, Aflevering 1: "Knock-Out" (2006)
- Reeks 17, Aflevering 9: "Stokken In De Wielen" (2007)
- Reeks 18, Aflevering 2: "Ho Ho Ho" (2007)
- Reeks 19, Aflevering 2: "En Dans" (2008)
- Reeks 19, Aflevering 9: "Op Straat" (2009)
- Reeks 19, Aflevering 10: "Hakuna Matata" (2009)
- Reeks 19, Aflevering 11: "De Boma Boulevard" (2009)
- Reeks 21, Aflevering 11: "Marc Burgemeester" (2011)
- Reeks 21, Aflevering 13: "De Mooiste Dag" (2011)
- De Kerstspecial (2020)

## Uiterlijke kenmerken
- Grijs haar (in de laatste reeks heeft hij zijn haar afgeschoren.)
- Zeer grote snor
- Mollig persoon

## Catch phrases
- "Da's onwaarschijnlijk hé!" (wanneer Marc een ongeluk veroorzaakt of onhandig is)
- "Meneer/mevrouw water euh... dinges" (hij vergeet altijd de achternaam van Carmen en Xavier)
- "Meneer de Coster euh... smans" (tegen Fernand)
- "Agneske, secretareske"
- " ... en patatie en patata"